# Petalocephala obtusa
Petalocephala obtusa är en insektsart som beskrevs av Kuoh 1984. Petalocephala obtusa ingår i släktet Petalocephala och familjen dvärgstritar. Inga underarter finns listade i Catalogue of Life.